# Louise Hansson
Louise Maria Hansson, född 24 november 1996, är en svensk simmare.

## Karriär
Vid junior-EM 2011 vann hon ett guld och ett silver. Guldet togs på 50 meter fjärilsim med tiden 27,04 sekunder och silvret togs på 50 meter frisim. Hansson simmar för Helsingborgs Simsällskap för tränaren Jonas Lundström. Hon har även ett guld på 100 meter medley från junior-SM 2011.
Vid VM i långbana 2015 i Kazan, Ryssland deltog Hansson i det lag som på 4×100 medley tog en silvermedalj. Hon simmade där den avslutande frisimssträckan.
Under Europamästerskapen i kortbanesimning i Netanya, Israel tog hon brons på 200 meter medley på tiden 2.07,96. Det var hennes första individuella medalj i ett internationellt mästerskap. Louise Hansson deltog även i OS i Rio de Janeiro 2016. 
I Europamästerskapen i Budapest 2021 tog hon sin första individuella medalj på lång bana på 100 m fjärilsim. Hon var snabbast både i försöken och i semifinalen. I finalen fick hon nöja sig med en bronsmedalj efter att ha simmat i mål på tiden 57,56, 83 hundradelar långsammare än i semifinalen.
Vid OS i Tokyo 2021 simmade Hansson i finalen på 100 m fjärilsim in på en femte plats med tiden 56,22 sekunder, nytt personligt rekord.
Under VM i kortbana 2021 slog Hansson in sig i världseliten i ryggsim. Med svenska rekord lyckades hon vinna 100 m och komma trea på 50 m. På 100fjäril knep hon bronset. Under mästerskapet tog hon fyra medaljer i lagkapp, varav två guld i medleylagkapperna. På 4×50 tangerade de svenska damerna världsrekordet.
I juli 2022 vid långbane-SM i Linköping tog Hansson guld på 100 meter fjärilsim. Hon var även en del av Helsingborgs Simsällskaps kapplag som tog guld och satte ett nytt svenskt rekord på 4×100 meter mixad medley, silver på 4×100 meter frisim och brons på 4×100 meter medley.
I december 2022 vid kortbane-VM i Melbourne tog Hansson tre medaljer. Individuellt tog hon brons på 100 meter fjärilsim och 100 meter medley. Hansson var även en del av Sveriges kapplag som tog brons på 4×50 meter medley.
I december 2023 vid kortbane-EM i Otopeni tog Hansson guld på 100 meter fjärilsim, silver på 50 meter ryggsim och brons på 100 meter medley samt var en del av Sveriges kapplag som tog guld på både 4×50 meter frisim och 4×50 meter medley.
I februari 2024 vid VM i Doha tog Hansson brons på 100 meter fjärilsim.
Hansson deltog vid de olympiska sommarspelen 2024 och slutade åtta på 100 meter fjärilsim. Hon var också med i det lagkappslag som kom femma på 4x100 meter frisim. 

## Familj
Louise Hansson har två yngre syskon som bägge är aktiva simmare: Sophie Hansson och Gustaf Hansson.